# عبدل‌آباد (شهربابک)
عبدل‌آباد، روستایی در دهستان خاتون‌آباد از توابع بخش مرکزی شهرستان شهربابک در استان کرمان است.

## جمعیت
این روستا در دهستان خاتون‌آباد قرار دارد و براساس سرشماری مرکز آمار ایران در سال ۱۳۹۵، جمعیت آن ۵۵ نفر (۱۸ خانوار) بوده‌است.